# Reichsluftschutzbund
De Reichsluftschutzbund (Rijksbond voor Luchtverdediging) was een paramilitaire organisatie, aanvankelijk op vrijwillige basis, in het Duitse Rijk, opgericht in 1933 onder Hermann Göring, het hoofd van het Ministerie van Luchtvaart (Reichsluftfahrtministerium). De RLB diende hulp te verlenen na geallieerde luchtaanvallen. Zoals andere nazi-organisaties, was de RLB zeer hiërarchisch georganiseerd en had de dienst een eigen systeem van rangen en insignes.

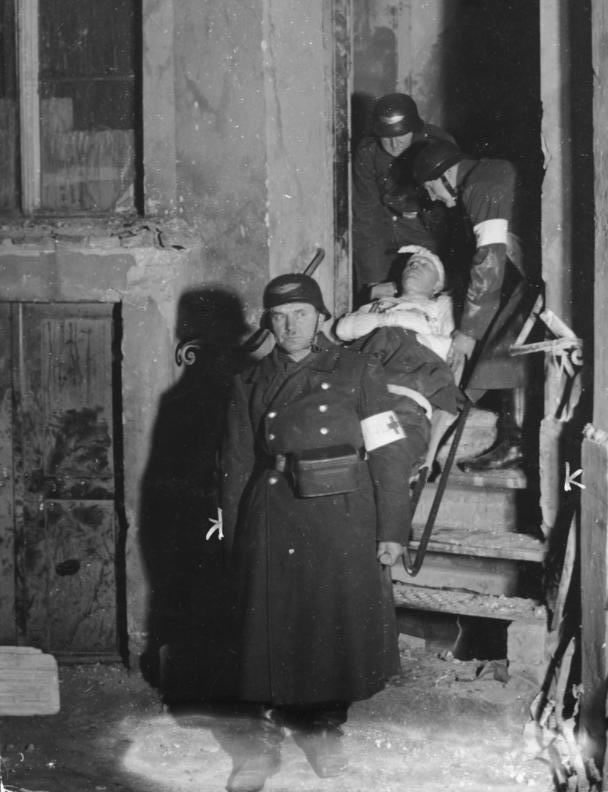
Leden van de Reichsluftschutzbund tijdens een gewondenbergging.

## Presidenten van de Reichsluftschutzbund
| Nr. | Afbeelding | Presidenten van de Reichsluftschutzbund                          | Aangetreden     | Einde termijn   | Duur termijn                   | Opmerking                                                     |
| --- | ---------- | ---------------------------------------------------------------- | --------------- | --------------- | ------------------------------ | ------------------------------------------------------------- |
| 1   |            | Generalleutnant Hugo Grimme (1872-1943)                          | 29 april 1933   | 30 april 1936   | 3 jaar en 1 dag                |                                                               |
| 2   |            | Generalleutnant Karl von Roques (1880-1949)                      | 30 april 1936   | 30 mei 1939     | 3 jaar en 29 dagen             | Vicepresident en stafchef van 1 augustus 1934 - 29 april 1936 |
| 3   |            | General der Flakartillerie Ludwig von Schröder (1884-1941)       | 30 mei 1939     | 30 mei 1941     | 1 jaar, 11 maanden en 29 dagen | Vicepresident van 1 december 1937 - 29 mei 1939               |
| 4   |            | Chef des Stabes en General-Hauptluftschutzführer Hermann Sautier | 12 juni 1941    | 1 augustus 1942 | 1 jaar, 1 maand en 20 dagen    | (m.d.W.d.G.b.)                                                |
| 5   |            | General der Flakartillerie Friedrich Hirschauer (1883-1979)      | 1 augustus 1942 | 31 januari 1945 | 2 jaar, 5 maanden en 30 dagen  |                                                               |

Afkorting
- mit der Wahrnehmung der Geschäfte beauftragt (m.d.W.d.G.b.) - vrije vertaling: met de waarneming van de functie belast